# ام غویلینه (الشحانیه)
ام غویلینه یک منطقهٔ مسکونی در قطر است که در شهرداری الشحانیه واقع شده‌است. ام غویلینه ۴۸ متر بالاتر از سطح دریا واقع شده‌است.